# Plectreurys
Plectreurys és un gènere d'aranyes araneomorfes de la família dels plectrèurids (Plectreuridae). Fou descrit per primera vegada l'any 1893 per Eugène Simon.

## Taxonomia
És un de dos genera de la família i té reconegudes 23 espècies.
- Plectreurys angela Gertsch, 1958 — EUA
- Plectreurys ardea Gertsch, 1958 — Mèxic
- Plectreurys arida Gertsch, 1958 — Mèxic
- Plectreurys bicolor Bancs, 1898 — Mèxic
- Plectreurys castanea Simon, 1893 — EUA
- Plectreurys ceralbona Chamberlin, 1924 — Mèxic
- Plectreurys conifera Gertsch, 1958 — EUA
- Plectreurys deserta Gertsch, 1958 — EUA
- Plectreurys globosa Franganillo, 1931 — Cuba
- Plectreurys hatibonico Alayón, 2003 — Cuba
- Plectreurys janzeni Alayón & Víquez, 2011 — Guatemala a Costa Rica
- Plectreurys misteca Gertsch, 1958 — Mèxic
- Plectreurys mojavea Gertsch, 1958 — EUA
- Plectreurys monterea Gertsch, 1958 — EUA
- Plectreurys nahuana Gertsch, 1958 — Mèxic
- Plectreurys oasa Gertsch, 1958 — EUA
- Plectreurys paisana Gertsch, 1958 — Mèxic
- Plectreurys schicki Gertsch, 1958 — EUA
- Plectreurys tecate Gertsch, 1958 — Mèxic
- Plectreurys tristis Simon, 1893 — EUA, Mèxic
- Plectreurys valens Chamberlin, 1924 — Mèxic
- Plectreurys vaquera Gertsch, 1958 — Mèxic
- Plectreurys zacateca Gertsch, 1958 — Mèxic